# Laura Wilde
Pour les articles homonymes, voir Wilde.
 (février 2025).
Laura Wilde, de son vrai nom Laura Milde (née le 4 janvier 1989 à Heppenheim) est une chanteuse allemande.

## Biographie
Elle étudie à Mannheim la germanistique et l'espagnol.
Sa grand-mère hongroise lui apprend à chanter. À onze ans, elle s'inscrit au conservatoire où elle prend des cours de chant classique et de piano. Elle fait ses premières apparitions avec des reprises de Céline Dion et Andrea Berg.
Elle rencontre Uwe Busse. Elle fait sa première participation à une émission télévisée le 30 octobre 2010 dans Willkommen bei Carmen Nebel avec le titre Ich sehe was, was du nicht siehst.

## Discographie
Singles
- 2010: Ich sehe was, was du nicht siehst
- 2011: Wo hast Du denn Küssen gelernt
- 2011: Ungarisches Blut
- 2011: Schlittenfahrt
- 2012: Alles aus Liebe
- 2013: Warte bis es dunkel wird
- 2013: Umarm die Welt mit mir
- 2013: Ich schenk dir mein Herz
- 2013: Mein Herz versteht Spanisch
- 2015: Im Zauber der Nacht
- 2015: Mitten ins Herz
- 2015: Da ist ein Engel
- 2016: Heute hat es Klick gemacht
- 2016: Blumen im Asphalt
- 2017: Federleicht
- 2017: Wenn du denkst
- 2017: Rendez-Vous
- 2018: Wolkenbruch im 7ten Himmel
- 2018: Es ist nie zu spät
- 2019: Blicke von Dir
- 2019: Einfach nur Lust
- 2019: Alles geht
- 2020: Liebe ist ein Bumerang
- 2020: Wir lieben das Leben
- 2021: Stell Dir vor
- 2021: Unbeschreiblich
- 2021: Zurück in die Zukunft
- 2022: Vergiss mich morgen
- 2022: Manchmal Nachts

Albums
- 2011: Fang Deine Träume ein
- 2013: Umarm die Welt mit mir
- 2015: Verzaubert
- 2016: Echt
- 2018: Es ist nie zu spät
- 2019: Lust
- 2021: Unbeschreiblich

## Source de la traduction
- (de) Cet article est partiellement ou en totalité issu de l’article de Wikipédia en allemand intitulé « Laura Wilde » (voir la liste des auteurs).